# ムスタファ・ラーキム

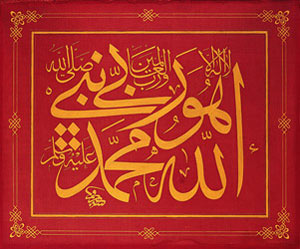
ムスタファ・ラーキムが制作した無題のパネル

ムスタファ・ラーキム（オスマン語: مصطفى رآقم; トルコ語: Mustafa Râkım, 1757年 – 1826年）は、オスマン朝の能書家である。ハーフィズ・オスマンの様式を受け継ぎながらも技術的な完成度を高めることに重点を置き、その様式を拡大した。ラーキムによるスルス体の導入は、アラビア文字による書芸術の世界をさらに豊かなものにした。
ラーキムがイスラームの書法に齎した変革は大きなものがある。とりわけ、ジャーリー・スルス体やスルタンのトゥグラの分野において、ラーキムの成果は前人未到である。文字の大きさに対する葦ペンの太さの理想的な比率を追い求めるうち、ラーキムは独自の様式と、トゥグラにおける理想的な美を確立するに至った。美術史家は、オスマン帝国のトゥグラ芸術の歴史をラーキム以前とラーキム以後に分けている。
西洋的な絵画観から見ると、ラーキムはトルコ人の画家の中で傑作をものにした初めての人物であるとも言える。ラーキムが描いたオウムの絵は、トルコの絵画史上初の写実的な作品として知られる。また、あるときラーキムは、スルタン・セリム3世の肖像画を描いた。スルタンはその出来栄えに驚嘆し、返礼として詩を送ったという。